# Lexington Avenue
Lexington Avenue je severojižní avenue na východní straně Manhattanu v New Yorku. Je důležitou dopravní tepnou, kterou je veden jednosměrný provoz jižním směrem.

## Trasa
Začíná u rychlostní komunikace Harlem River Drive stočením 131. ulice o 90 stupňů směrem na jih. Vede paralelně s ulicemi Park Avenue a Třetí Avenue. Končí v Gramercy Park na 21. ulici. Je dlouhá 8,9 km a kříží ji 110 ulic.

## Významné budovy
- Chrysler Building
- Citigroup Center
- Bloomberg Tower
- Chanin Building
- 599 Lexington Avenue